# Japanese Experiment Module

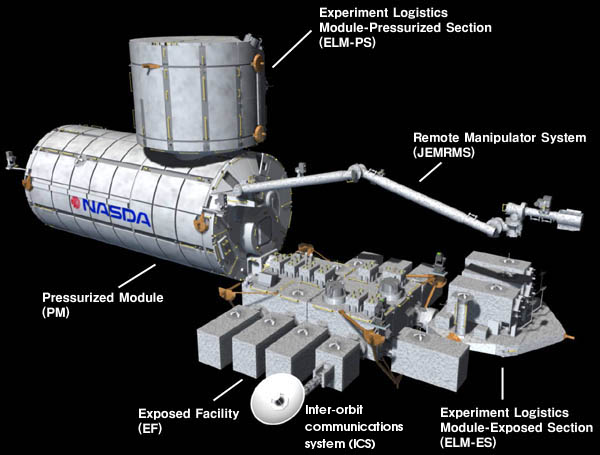
JEM Kibo

A JEM (Japanese Experiment Module, Kibo) a Nemzetközi Űrállomás japán egysége, ahol mikrogravitációs kísérleteket végeznek. Amerikai űrrepülőgéppel indították.
Több részből áll: központi modul, raktár modul, külső kísérleti platform, robotkar.
A modult három részben küldték fel. Az első két rész darabjait az STS–123 és STS–124 program keretében, a harmadik darabot pedig az STS–127 programmal juttatták az űrbe.

## Felépítése

### Pressurized module (PM)(JPM)
Központi nyomás alatti kutatómodul. Az űrállomás japán részének fő modulja. A modult 2008 júniusában az STS–124 küldetésen kapcsolták a Harmony modul bal oldali csatlakozójára. Indulótömege 15 900 kg, tervezett maximális tömege kb 25 000 kg, hossza 11,2 méter, átmérője 4,48 méter. Ebben a modulban végzik el a különböző kísérleteket.

### Experiment logistics module-pressurized section (ELM-PS)(JLP)
Raktár modul, nyomás alatti rész. Ez a kisebb logisztikai célokat szolgáló modul a PM-hez kapcsolódik, és a PM modulban végzendő kísérletekhez szükséges eszközöket és anyagokat tárolják itt. 2008 márciusában ezt a modult szállították fel először az űrállomáshoz (STS–123). A kutatómodul megérkezéséig ideiglenesen a Harmony modul felső csatlakozójára kapcsolták.

### Exposed facility (EF, JEF)
Külső egység. Az EF modul arra szolgál, hogy különböző kísérleteket végezhessenek úgy, hogy a kísérlet tárgyát közvetlenül az űrbe helyezhetik ki. Az EF gyakorlatilag egy platform, amely a rácsatlakoztatott kísérleti berendezéseknek biztosít helyet, valamint elektromos és adatkapcsolatot, továbbá hőszabályozást. A különböző kísérleti anyagokat az EF-hez kapcsolódó ELM-ES logisztikai modulban is tárolhatják.

### Experiment logistics module-exposed section (ELM-ES) (JLE)
Raktár modul, külső rész. Az EF modul segítségével végezhető kísérletekhez szükséges anyagok tárolására szolgáló egység. Az itt tárolt kísérleti anyagokat a JEMRMS robotkar segítségével tudják mozgatni. Az egység alaphelyzetben az EF platformhoz kapcsolódik, azonban a HTV teherűrhajóval felvitt külső kísérleti eszközök kirakodásának megkönnyítésére ideiglenesen a JLP modulhoz kapcsolható.

### Remote manipulator system (JEMRMS)
Japán robotkar. Az EF és az ELM-ES modulokhoz szükséges mozgatási feladatokhoz használják. A kutatómodullal együtt felvitt fő robotkart (MA=Main Arm) a tervek szerint egy későbbi küldetés során egy a kisebb méretű, kísérleti eszközök mozgatására szolgáló manipulátorral (SFA=Small Fine Arm) egészítik ki. A 780 kg tömegű, 10 m hosszú fő robotkar (MA) 6 szabadsági fokkal rendelkezik és maximum 7000 kg tömeget mozgathat. A 190 kg tömegű, 2,2 m hosszú manipulátor (SFA) szintén 6 szabadsági fokkal rendelkezik és maximum 300 kg tömeget mozgathat. Mindkét robotkart több mint tízéves élettartamra tervezik. A robotkarrendszert a kutatómodulból lehet irányítani.

## Külső hivatkozások

### Külföldi oldalak
- Kibo Web Site (NASDA)
- Kibo Japanese Experiment Module (NASA)